# Voluntario de primera
Voluntario de primera (VP) es un rango militar del Ejército Argentino y de la Fuerza Aérea Argentina.

## Nivel jerárquico
En el Ejército Argentino el grado de «voluntario de primera» (VP) es el más alto y el tercero más bajo del escalafón de soldados. Asimismo, es el grado inmediato superior al de «voluntario de segunda» (VS).
En la Fuerza Aérea Argentina el grado de «voluntario de primera» (VP) es el más alto y el segundo más bajo del escalafón de soldados. Asimismo, es el grado inmediato superior al de «voluntario de segunda» (VS).

## Insignias

Insignia de voluntario de primera del Ejército Argentino
Insignia de voluntario de primera de la Fuerza Aérea Argentina